# Openbaar Lichaam De Noordoostelijke Polder
Het Openbaar Lichaam De Noordoostelijke Polder (OL DNP) was een Nederlands overheidsorgaan dat tussen 28 juni 1942 en 1 juli 1962 het bestuur vormde van de Noordoostpolder inclusief het voormalige eiland Schokland. Urk was al een gemeente en viel buiten het grondgebied van het openbaar lichaam. Het OL DNP werd bestuurd door een landdrost. De volksvertegenwoordiging van het OL DNP werd 'adviesraad' genoemd en het dagelijks bestuur was in handen van het 'dagelijks adviescollege'. Het OL DNP viel direct onder het Ministerie van Binnenlandse Zaken.
Het OL DNP hield op te bestaan met de oprichting van de gemeente Noordoostpolder op 1 juli 1962.

## Landdrosten
- Sikke Smeding (1942-1954)
- Arie Minderhoud (1954-1962)